# Magda Berndsen
Magdalena Adriaantje (Magda) Berndsen-Jansen (Leiden, 4 mei 1950) is een Nederlands oud-politica, oud-burgemeester en oud-korpschef bij de politie. Zij is lid van D66.

## Biografie
Berndsen-Jansen groeide op in haar geboorteplaats Leiden en behaalde daar ook haar mulo-diploma. Op 17-jarige leeftijd begon ze haar carrière als directiesecretaresse. Van 1969 tot 1979 was ze hoofd directiesecretariaat van de "Johannes-Stichting", een instituut voor verstandelijk gehandicapten in de Zuid-Hollandse plaats Nieuwveen. Vanaf 1985 was ze namens D66 gemeenteraadslid in Boskoop. Na negen jaar voor de kinderen gezorgd te hebben, gaat ze rond haar 38e weer fulltime werken.

### Burgemeester
Ze solliciteerde op aandrang van Jacob Kohnstamm op enkele burgemeestersposten. In 1990 werd ze benoemd tot burgemeester van de toenmalige West-Friese gemeente Obdam met bijna zevenduizend inwoners. Vijf jaar later volgde haar benoeming tot burgemeester van Beverwijk dat qua inwoneraantal veel groter is. Een belangrijke gebeurtenis tijdens dat burgemeesterschap was in 1997 de Slag bij Beverwijk waarbij tijdens een gewelddadig treffen tussen hooligans van Feyenoord en Ajax een dodelijk slachtoffer viel. In die periode was ze naast burgemeester ook voorzitter van de commissie Vrouwen en lokaal bestuur van de Vereniging van Nederlandse Gemeenten.

### Korpschef
Op 1 oktober 2000 maakte Magda Berndsen de ongebruikelijke stap van burgemeester naar de politie toen ze districtschef in Hilversum werd en tevens plaatsvervangend korpschef van de politieregio Gooi en Vechtstreek. Op 1 mei 2002 volgde ze haar korpschef Paul Witteveen op waarmee ze de tweede vrouwelijke korpschef van Nederland werd (Anja Brink was toen al korpschef van Noord-Holland Noord). Bijna meteen, slechts vijf dagen later, kreeg de Hilversumse politie te maken met de eerste politieke moord in Nederland sinds de 17e eeuw: de moord op Pim Fortuyn.
Eind 2006 volgde ze Foeke Wagenaar op als korpschef van de politieregio Friesland. Met korpsbeheerder Geert Dales kwam zij arbeidsvoorwaarden overeen, waarvan later bleek dat die in strijd waren met de landelijke en regionale regels. Toen zij kandidaat was voor de Tweede Kamerverkiezingen heeft zij dit gemeld. Berndsen was niet bereid de ten onrechte ontvangen vergoedingen terug te betalen; zij beschouwde dit als de verantwoordelijkheid van de werkgever. Drie dagen na de NRC Handelsbladpublicatie over deze kwestie maakte D66-fractievoorzitter Pechtold bekend dat Berndsen eventueel onterecht ontvangen vergoedingen zou willen terugbetalen.

### Tweede Kamer
Berndsen stond derde op de kandidatenlijst van D66 voor de Tweede Kamerverkiezingen van 2010. Haar portefeuilles werden veiligheid en justitie, waar ze zich met name bezighield met de regulering van de wietteelt. Ook was zij voorzitter van de vaste commissie voor Binnenlandse Zaken, twee jaar was zij lid van het Presidium en sporadisch was zij voorzitter in de plenaire zaal. Per 1 november 2015 verliet ze de Tweede Kamer. Als reden gaf zij dat het als Tweede Kamerlid niet mogelijk is om af te bouwen en het reizen tussen Friesland en Den Haag werd haar te zwaar.

### Na de Tweede Kamer
Op 13 december 2015 werd bekend dat Berndsen verkozen is als voorzitter van D66 Fryslân. In december 2017 werd bekend dat ze met ingang van 1 januari 2018 werd benoemd tot waarnemend burgemeester van de gemeente Súdwest-Fryslân als opvolger van Haijo Apotheker. Midden 2018 werd Jannewietske de Vries voorgedragen om daar burgemeester te worden. Deze werd op 27 september 2018 geïnstalleerd. Per 30 oktober werd Berndsen aangesteld als waarnemend burgemeester van Dongeradeel. Dongeradeel is per 1 januari 2019 opgegaan in de fusiegemeente Noardeast-Fryslân. In 2019 werd zij opgevolgd als voorzitter van D66 Fryslân.
Op 30 april 2021 werd Berndsen door de ministerraad, op voorstel van de minister van Justitie en Veiligheid, met terugwerkende kracht per 10 februari van dat jaar benoemd tot lid van het adviescollege toekomstbestendig stelsel bewaken en beveiligen. Deze benoeming is een toezegging aan de Tweede Kamer om een onafhankelijke commissie naar het stelsel bewaken en beveiligen te laten kijken en voorstellen te laten doen op welke wijze het stelsel toekomstbestendig gemaakt kan worden om blijvend het hoofd te bieden aan huidige en toekomstige dreigingen. Het college is verzocht om de eerste bevindingen voor 1 juli 2021 te rapporteren aan de minister.
- International Standard Name Identifier: 0000 0003 9115 826X
- Nederlandse Thesaurus van Auteursnamen: 074515438
- Parlement.com: vie4glvj6ctm
- Virtual International Authority File: 284934988
- WorldCat: E39PBJrKVqxxvDX9PRBCMBvfv3